# Велинское
Велинское — озеро в Куньинском районе на юго-востоке Псковской области, составная часть Двинь-Велинского озера. Вытекает река Двинка, впадающая в Западную Двину.
Площадь водного зеркала составляет 21,3 км², островов нет, максимальная глубина — 4,0 м, средняя — 1,5 м, дно преимущественно илистое, в прибрежье — небольшие участки песка и заиленного песка. В Велинском бывают локальные заморы.